# The Frank Zappa AAAFNRAA Birthday Bundle
The Frank Zappa AAAFNRAA Birthday Bundle kompilacijski je album američkog glazbenika Franka Zappe, koji izlazi postumno u prosincu 2006.g. Album je moguće skinuti s interneta u digitalnom formatu za iTunes.
Kompilacija sadrži pet Zappinih skladbi koje nisu nikada prije objavljene i šest skladbi koje je obradila njegova obitelj.

## Popis pjesama
1. Tryin' To Grow A Chin (Uživo '76), Frank Zappa (4:50) - Sydney, Australija
2. Dead Girls Of London (Uživo '79), Frank Zappa (2:22) - Odeon Hammersmith, London
  - Tekst napisao Frank Zappa/Glazbu L. Shankar.
3. You Are What You Is (Uživo '80) (4:14), Frank Zappa - Santa Monica Civic Auditorium
4. Bamboozled By Love (Uživo '88) (5:41), Frank Zappa - Austria
5. Fine Girl (Remix) (3:33), Frank Zappa - UMRK Remix urađen u FZ zajedno s Bobom Stoneom
6. Girlie Woman by Diva Zappa (2:31) 
  - Liriku napisala Diva & Dweezil Zappa/Glazbu Dweezil Zappa.
7. When The Ball Drops by Diva Zappa (3:53) 
  - Liriku napisala Diva Zappa/Glazbu Diva & Dweezil Zappa.
8. Bring It Back by Ahmet Zappa (5:21) 
  - Prijepis napisao Ahmet Zappa & Jason Nesmith.
9. Feel How I Need You by Ahmet Zappa (2:54) 
  - Prijepis napisao Ahmet Zappa & Jason Nesmith.
10. Ritmika Dweezil Zappa (4:13)
11. Everyone Is Going Mad by Moon Zappa & Jellybird (4:07)
  - Napisali Paul Doucette & Moon Zappa.

## Vanjske poveznice
- Informacije o albumu na službenim Zappinim stranicama  Arhivirana inačica izvorne stranice od 25. prosinca 2007. (Wayback Machine)
- Album na iTunesu[neaktivna poveznica]